# James Thomson (B.V.)
James Thomson (n. Port Glasgow, el 23 de noviembre de 1834—Londres, 3 de junio de 1882) fue un poeta británico de la época victoriana, cuya fama se debe, sobre todo, a su largo poema The City of Dreadful Night (1874), una expresión de franco pesimismo en un entorno urbano deshumanizado.
Thomson creció en un orfanato. Recibió su educación en la Real Academia Militar y sirvió en Irlanda, donde en 1851, a los diecisiete años, conoció a Charles Bradlaugh, de dieciocho años, quien ya era famoso como librepensador, habiendo publicado su primer panfleto ateo un año antes.
Más de una década después, Thomson abandonó el ejército y se trasladó a Londres. Permaneció en contacto con Bradlaugh, que para entonces estaba dirigiendo la revista semanal National Reformer, una "publicación para el trabajador". Durante el resto de su vida, desde 1863, Thomson envió historias, artículos y poemas a varias publicaciones, entre ellas el National Reformer, que publicó el sombrío poema que es su obra más conocida.
The City of Dreadful Night nace de su lucha contra el alcoholismo y la depresión crónica que dominaron la última década de vida de Thomson. Cada vez más aislado de sus amigos y la sociedad en general, incluso se volvió hostil a Bradlaugh. En 1880, diecinueve meses antes de su muerte, la publicación del volumen de poesía The City of Dreadful Night and Other Poems logró numerosas críticas favorables, pero llegaron demasiado tarde para evitar el decaimiento de Thomson.
Los poemas de Thomson rara vez aparecen en las modernas antologías, aunque los autobiográficos Insomnia y Mater Tenebrarum están bien considerados y contienen algunos pasajes sorprendentes. Admiró y tradujo obras del poeta pesimista italiano Giacomo Leopardi (1798-1837), pero su propia falta de esperanza era más oscura que la de Leopardi. Algunos estudiosos de la era victoriana consideran que es el más desolado de los poetas de la época.
En muchas de sus obras, Thomson usó el seudónimo Bysshe Vanolis, y a menudo se le distingue del poeta anterior James Thomson por el uso de B.V. después del nombre. Bysshe proviene de Percy Bysshe Shelley y Vanolis de Novalis.
- Datos: Q984402
- Multimedia: James Thomson (B.V.) / Q984402